# كريس فرانكس (سياسي)
كريس فرانكس (بالإنجليزية: Chris Franks)‏ هو سياسي بريطاني، ولد في 2 أغسطس 1951. حزبياً، نشط في بلاد كيمري. في انتخابات الجمعية الوطنية الويلزية 2007 ‏، انتخب عضو الجمعية الوطنية الويلزية الثالثة ‏ عن دائرة ويلز الجنوبية الوسطى ‏ وقد انضم خلال فترته النيابية ‏ (3 مايو 2007 – 30 مارس 2011) للكتلة البرلمانية بلاد كيمري.